# 107%ルール
107%ルール（ひゃくななパーセントルール、英:107% Rule）とは、F1におけるルール（レギュレーション）の一つである。公式予選において、ポールポジション（以下、PP）のドライバーの周回タイム（1996年から2002年）あるいはQ1トップタイム（2011年以降）の107%以内を記録できないドライバーは、決勝レースの出場権が無効となるルールである。
厳密には一律施行ではなく、様々な要素（予選時のコンディションの変化によるタイムの極端な変動など）を酌んだ上で予選当日（=決勝の前日）までにスチュワードと呼ばれる審査員が出場資格の是非を判断するものである。1996年から2002年までこのルールが施行され、一時廃止されていたが2011年シーズンより復活した。

## 前史
その起源はF1を統括するFIAが1995年6月、フランスGP開催前の世界モータースポーツ評議会にて本ルール導入を決定したことに遡る。それまでは予選の前に予備予選が存在し、かつては1989年のF1世界選手権のように、20チーム39台のマシンがエントリーしたこともあるが、レギュレーション上「決勝レースに出場可能な最大車体数は26台」であった。107%ルールが制定される以前のF1では、この予備予選によって「レースに参加するには不適切 = 非常に遅いマシン」はある程度は淘汰されていったが、一方で1989年におけるザクスピード、1991年におけるコローニのように全戦予備予選落ち、あるいは1992年におけるアンドレア・モーダのようなチームや、持参金によってシートを獲得した明らかに腕の劣るペイドライバーの参戦がF1の舞台にふさわしいのかという論議がおこった。
やがて、これらのチームが淘汰され、1993年にはレギュレーションによる最大決勝出場台数である13チーム26台になり予備予選自体も実質的にレギュレーションから消滅した。しかし、1994年のアイルトン・セナ、ローランド・ラッツェンバーガーの死亡事故を契機に、あまりにもタイムが遅すぎるチームの存在はかえってレースを危険なものにするという口実で、1995年より予選の段階で一定の速さで周回できないチームに対する措置の検討が開始された。このレギュレーションは明らかにフォルティ・コルセ、パシフィック、シムテックなど、非常に活動予算が小さなチームや戦績やレーススピードが芳しくないチームを対象にしていた。同年のハンガリーグランプリより本ルールを適用しようと動きがあり、フォルティ・コルセ、パシフィックが反対を表明するも多くのチームが賛同したため、1996年の開幕戦からルールの導入が開始された。

## 導入

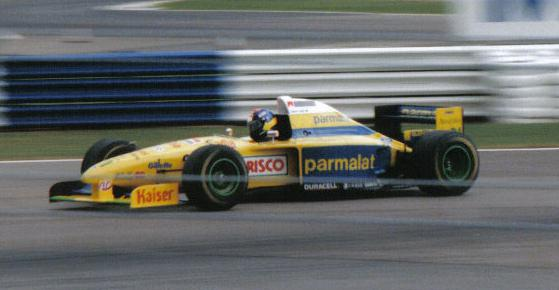
1995年度のフォルティのマシン・FG01。脆弱なマシンを淘汰するルールとも言える。翌年の進化版・FG01Bは何度も107%ルールにより予選落ちに喫した。

### 1996年 - 1999年
107%ルールは、1996年の開幕戦オーストラリアGPより導入された。開幕早々にフォルティ・コルセのルカ・バドエル、アンドレア・モンテルミニがPPを獲得したジャック・ヴィルヌーヴのタイム"1:32.371" の107% = "1:38.837" 以内のラップタイムを記録することができなかったために予選落ちとなった。
同チームは前年度に使用していたマシン・FG01のアップグレードバージョンで開幕を迎えていたが、それにも関らず107%ルールに抵触したことでシーズンの見通しが暗いものとなった。実際、ヨーロッパGPでは再び107%ルールを突破できずに予選落ちとなったため、続くサンマリノGPでは、いくぶんか競争力のあるマシン・FG03を使用することにした。このマシンはバドエルのみに与えられ、モンテルミニには依然として旧型シャシーで予選を行い、107%ルールをクリアできなかった。そして、イギリスGPで再び両者揃って予選落ちした後、資金難からエンジン供給元であるコスワースに対する代金の支払いが滞り、エンジン供給が停止されたため、F1からの撤退を余儀なくされた。
また、ミナルディも、ドイツ、ベルギー、日本GPでジョヴァンニ・ラバッジが107%ルールをクリアすることに失敗し、予選落ちしている。

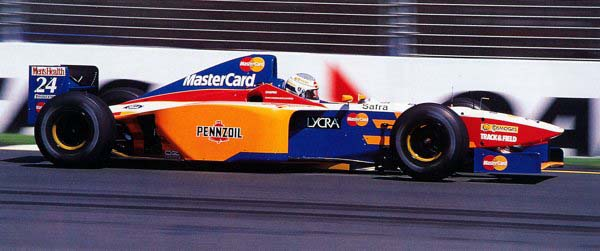
たった1戦で姿を消したローラのT97/30。翌GPには姿を現さなかった。

1997年のオーストラリアグランプリ、去年に続いて再びPPを獲得したジャック・ヴィルヌーヴのタイムは去年より3秒近く短縮した"1:29.369" であり、予選通過のためにはこの107% = "1:35.625" をクリアしなければならなかった。前年度王者のデイモン・ヒルは非力な上に信頼性も劣ったアロウズ・A18に手を焼くも辛うじてクリアしたものの、ヒルのチームメイトのペドロ・ディニス、ローラのヴィンセンツォ・ソスピリ、リカルド・ロセットの3名が107%をクリアすることができなかった。このうち、"1:35.972"  = "107.388%" をマークしたディニスはフリー走行でのタイムも考慮した結果、レーススチュワードが「例外的な状況」と判断したため、決勝への出走が認められた。なお、ローラは次戦のブラジルGPをもって撤退している。
1998年のF1世界選手権、ティレルに移籍したロセットはシーズン中に5回の予選落ちを経験している。彼の戦績上ではスペイン、モナコ、ハンガリー、日本GPでは107%ルールによる予選落ちと記録されている。ドイツGPでの予選落ちは、クラッシュにより右肘を負傷し、その時点で棄権したためである。
1999年のオーストラリアGPでは、ミナルディのマルク・ジェネが107%ルールをクリアすることができなかったが、フリー走行時の走行制限があった事と超過が107.242%と軽微なものであったため、レーススチュワードが決勝に参加することを認めた。フランスGPではデイモン・ヒル、マルク・ジェネ、ルカ・バドエル、ペドロ・デ・ラ・ロサ、高木虎之介が107%ルールに抵触したが、予選中の降雨により出走順によって著しく予選結果が混乱するような状況であったことから決勝レース出場が許された。結果的にこの年は107%ルールをクリアできなかったドライバーの予選落ちは無かった。

### 2000年 - 2002年
2000年は107%ルールに該当するドライバーはなく、翌2001年の開幕戦オーストラリアGPで、ミナルディのタルソ・マルケスが107%ルールをクリアすることができなかったが「例外的な事情」という名目で決勝レース参加を許可した。しかし、マルケスが再びイギリスGPにおいて107%ルールをクリアできなかった時は予選落ちとされた。ベルギーGPでは2年前のフランスGPのようなドライウェットの予選状況であり、この予選ではヨス・フェルスタッペン、フェルナンド・アロンソ、エンリケ・ベルノルディ、タルソ・マルケスの4名が107%ルールをクリアできなかったが、1999年のフランスGPと同様に全てのドライバーの決勝レース出場が認められた。

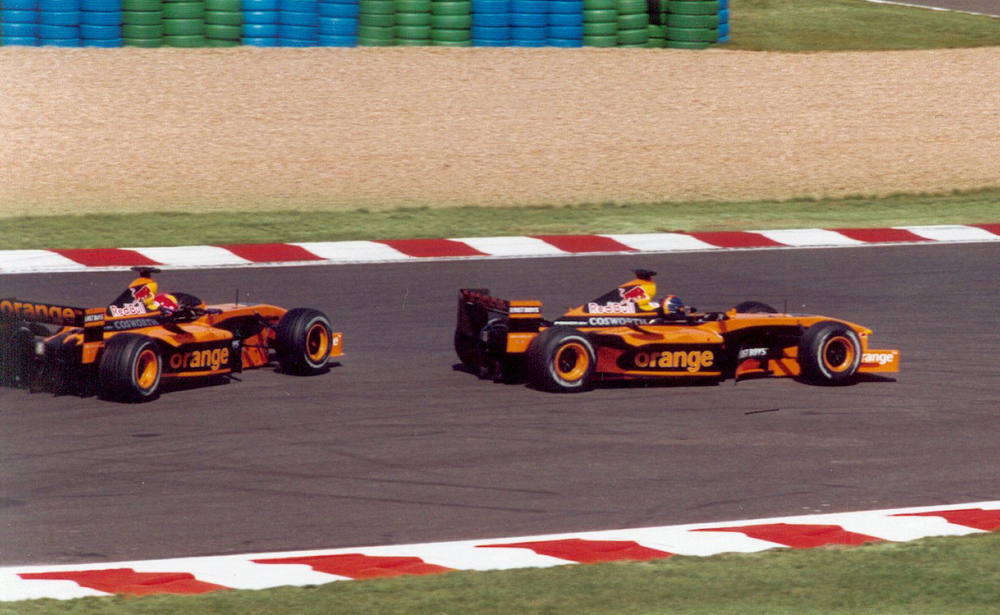
資金難から107%ルールを敢えてクリアしないよう「予選落ち」に仕向けるアロウズ。（フレンツェンとベルノルディ）

2002年の開幕戦オーストラリアGPでは、ジョーダンの佐藤琢磨がフリー走行中に大クラッシュを喫し、スペアカーを使用して予選を走行したが、今度はギアボックスのトラブルが原因で停止。チームメイトのジャンカルロ・フィジケラも、佐藤に自分のマシンを貸し与えたが、雨の影響もあって自分がタイムを作る時間がないとして佐藤が予選を続行できる状況は困難となった。そのため、以前の「例外的な状況」として「変わりやすい天候の条件によって影響を受ける場合、レース参加を認める」という以前のケース（悪天候な予選状況）と照らし合わせた結果、決勝出走が認められた。
ミナルディのアレックス・ユーンはサンマリノ、イギリス、ドイツGPで107%ルールをクリアできず予選落ちをした。アロウズは致命的な財政難から撤退の噂が公然と囁かれる状況になり、参戦資金が底を突いたフランスGPにおいてはチーム側の指令によりハインツ＝ハラルド・フレンツェン、エンリケ・ベルノルディの両ドライバーが予選アタックを全開で行うことなく「予定通り」の予選落ちを行い、次のグランプリからアロウズはF1から姿を消した。
2002年までの間に107%ルールの下で行われたレースは116グランプリで、この内でルールをクリアできなかった案件は37件あったが、そのうち13件は「例外的な状況」であったため、決勝出走が認められた。
1996年から2002年までの107%ルール抵触を経験したチームは、その後全て消滅またはオーナー変更している。

## 廃止
2002年10月28日に、F1チームの代表や関係者で構成されるFOC（Formula One Commission = F1委員会）がロンドンで会合を開き、2003年シーズンに向けたルール変更を発表した。この発表には予選方式の変更を含めポイントシステムの変更など、6項目にわたる大きな改革が行われることになった。これまで予選は、土曜日の午後に1時間で行われ規定周回数12周の内、その中で記録したベストラップを以って決勝のスターティンググリッドが決まった。この旧予選方式を2003年より、金曜日、土曜日の各1時間の予選セッションを設けてドライバーに許されるタイムアタックを各日1周のみとした。金曜日の予選出走順はチャンピオンシップの順位に応じて出走順が決められ、土曜日の予選出走順は前日の予選タイムで最も遅かったドライバーからアタックに入る。決勝のスターティンググリッドは、土曜日の予選タイムで決まるものであった。観戦側からはドライバー個々のタイムアタックに集中できること、ドライバー側からは1周という1発のタイムアタックに対する不確実性、または予選時間でも後に走るドライバーが有利（路面のライン上にタイヤのラバーが乗ったほうがグリップ力が増す、あるいは路面がウェットからドライに変わるような状況でも後から走るドライバーが乾いた路面で走れるため、基本的には後から走れるドライバーを有利にするルールであることは明白）であるため、チャンピオンシップ争いをより白熱化させる演出効果などを狙ったものと考えられる。
また、この新予選システムの具体的な協議案は2003年シーズンの開幕戦まで議論が行われ、107%ルールの継続についても協議がなされたが当時のFIA会長のマックス・モズレーも旧予選方式を保証される条約があったものの、ついには107%ルールに対しては継続する発言を行わなかったために事実上の廃止となった。
2004年シーズン中、107%ルールを新予選方式に組み込む案も出されたが、この案に対してミナルディのポール・ストッダートは強く反対をした。

## 再導入
2010年より参戦可能台数枠を26台に拡大した。しかし、2009年のシーズン終了後トヨタF1が撤退を表明し、BMWザウバーもQadbakに売却し、新規参戦チームとしてUS F1チーム、カンポス・グランプリ、マノー・グランプリ（ヴァージン・レーシング）、ロータスF1チーム（ロータス・レーシング）を迎え入れた。しかし、カンポスは参戦前にヒスパニアグループに売却してHRT F1に名称を変更、US F1に至っては参戦すらできないような状況を、特に古参チームであるフェラーリはこれら新参チームや現在のF1の現状を作り出した前FIA会長のマックス・モズレーを激しく批判した。
そのような論議に中で始まった開幕戦バーレーンGP初日のフリー走行にて、新参3チームのタイムに注目が集まった。そのタイムはトップタイムと7秒近い差であり、中でもシーズンオフ中にまったくマシンテストを行えず開幕戦が事実上のマシンのシェイクダウンになったヒスパニアレーシングのタイムはさらに4秒近い開きのある11秒もの遅れであった。このような事態から多くのチーム、ドライバー、F1関係者から危険性を訴える声が挙がった。また、新FIA会長のジャン・トッドも早急なレギュレーション変更は不可能であり新参チームを擁護する立場を取りながらも、遅くとも来年度からは107%ルールの再導入を行うべきであると支持を表明した。このような事態を経て2011年のレギュレーションを制定する中で協議がなされ、FIAの公式リリースにより再び2011年から107%ルールを導入することを発表した。以前の107%ルールとの相違点は、現行の「ノックアウト方式予選」に導入されている点である。107%ルールが適用されるのは、Q1のトップタイムに対しての107%である。
ただし、107%ルールは「ノックアウト方式予選」のQ1（計測期間は約15分前後）に導入されているため、Q1においてマシントラブルと事故などが発生した場合、タイムを計測することが困難になるために107%ルールに抵触する可能性が高い。その場合でも、「例外的な状況」であるとレーススチュワードが判断し、フリー走行の結果と反映しても107%ルールに抵触することなく予選を突破できたと判断されたために出走が認められたケースが多い。実際に、ミハエル・シューマッハ、ルイス・ハミルトンなどF1ワールドチャンピオン経験者は、この107%ルールに抵触したが出走が認められている。

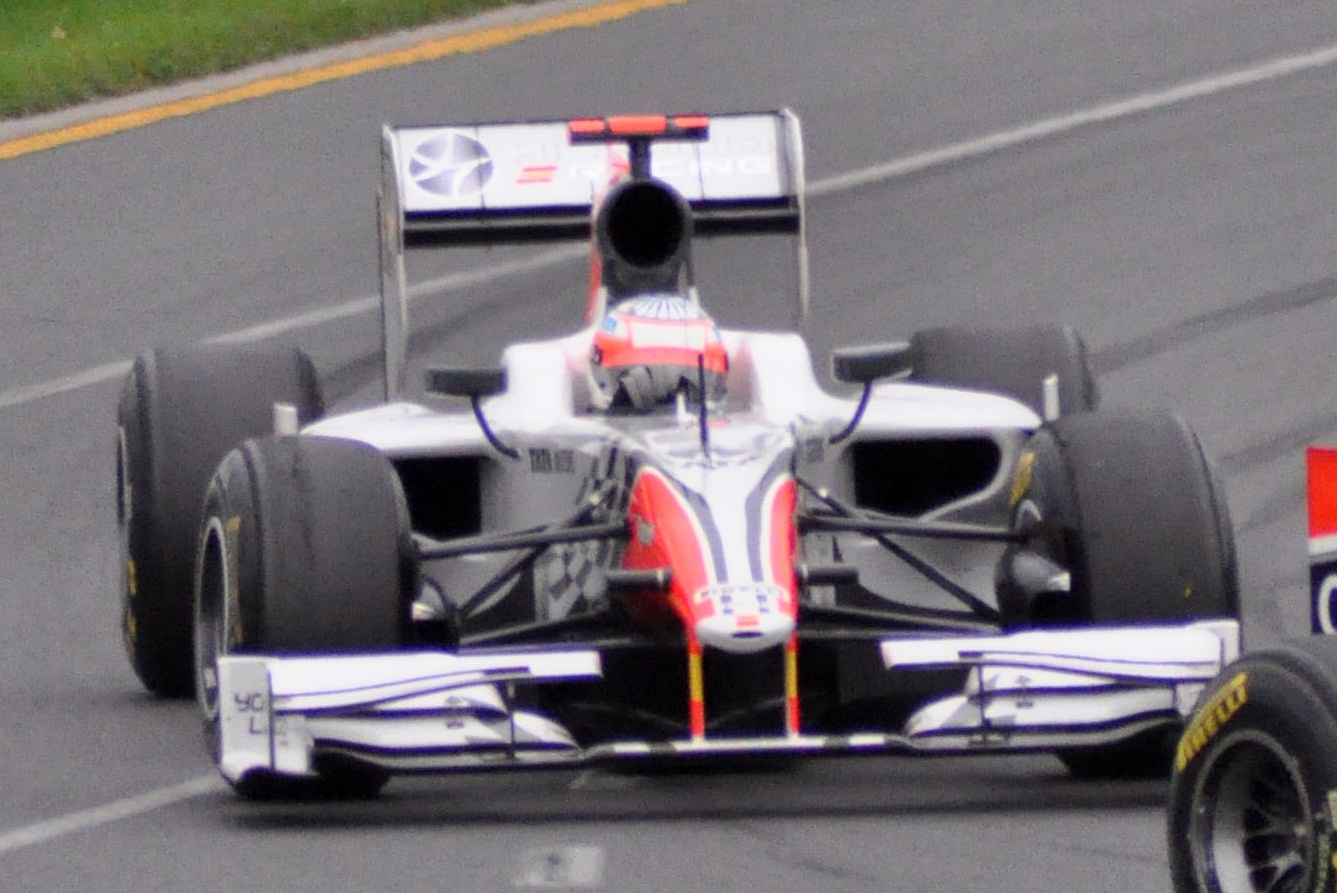
107%ルール復活後、最初の予選落ちとなったHRT F1。

### 2011年
2011年の開幕戦オーストラリアGPにて、ヒスパニア・レーシングが107%ルールに抵触したために、予選落ちとなった。公式予選Q1においてセバスチャン・ベッテルが記録した 1:25.296 の107%である 1:31.266 までのタイムを記録しなければならなかったが、ヴィタントニオ・リウッツィが記録した" 1:32.978 = 109.006% "、ナレイン・カーティケヤンが記録した" 1:34.293 = 110.547% "がこのルールに抵触した。ヒスパニア・レーシングは2011年度のマシン「ヒスパニア・F111」の完成までに時間が掛かったことなどを理由に、フリー走行2回目にてようやく1周のシェイクダウンを行えたこと、あるいは翌日の予選前のフリー走行3回目でもほとんど周回を重ねられなかったことや、彼らがストーブリーグ中の冬季テストにも参加できなかったことからチーム代表のコリン・コレスが「例外的な状況」であると出場を嘆願したが、レーススチュワードはこれを認めなかった。
次戦トルコGPにて、ザウバーの小林可夢偉がQ1走行中にマシントラブル発生により、タイムが記録できなかった。107%ルールの導入以来初めて「予選タイムを計測することができず107%ルールの審議対象となった」案件である。ただし、フリー走行の結果と反映しても107%ルールに抵触することなく予選を突破できたと判断されたため、彼の決勝出走が認められた（後に10位入賞）。同年にて上述のケースに類似したケースは8件だが、全てのドライバーの決勝出場が認められた。
カナダGPにて、 ヴァージン・レーシングのジェローム・ダンブロシオが記録した1:19.414（Q1でトップタイムのフェルナンド・アロンソが記録した1:13.822の107%は1:18.989）が107%ルールの審議対象となった。FIAは彼がフリー走行時のクラッシュ後に新しいシャーシに乗り換えたことを考慮して出走許可した。
ベルギーGPにて、ジェローム・ダンブロシオ（ヴァージン）、ヴィタントニオ・リウッツィ、ダニエル・リカルド（HRT）が記録したタイムが107%ルールをクリアすることができなかったが、雨が強まってからの走行であったため決勝出走は認められた。
インドGPにてティモ・グロック（ヴァージン）が記録したタイムが107%ルールをクリアすることができなかったが、「ギアボックスのトラブルが原因で予選を続行できない状況」であったため、決勝出場が認められた。
2011年で行われた19レースは、107%ルールをクリアすることができなかった案件は年間最多の16件あった。しかし、開幕戦ではHRTの2件を除く、全てのドライバーの決勝出場が認められた。

### 2012年
HRTは2012年の開幕戦オーストラリアGPも、前年と同様にほとんどフリー走行を走ることができず、予選もぶっつけ本番となった。このような状況ではまともなタイムが出せることもなく、さらには前年よりもピレリタイヤがソフトタイヤとハードタイヤの性能差を縮めたことにより、予選でハードタイヤを使用してソフトタイヤを温存しようとする上位チームと、逆にソフトタイヤを使用してもハードタイヤの上位チームのタイムよりも遅いため予選で107%ルールに抵触しないように追い立てられる下位チームの状況はさらに厳しいものになり、その憶測通りHRTが107%をクリアすることが出来なかった。FIAは審議をしたがペドロ・デ・ラ・ロサとナレイン・カーティケヤンの両ドライバーを予選落ちにすることを決定した。
第5戦スペインGPにおいて、ナレイン・カーティケヤンが記録した1:31.122（Q1でトップタイムのルイス・ハミルトンが記録した1:22.583の107%は1:28.363）によって107%ルールの審議対象となった。FIAはカーティケヤンがマシントラブルによってQ1で2回目のタイムアタックが行えなかったことと、フリー走行3回目のタイムがチームメイトのデ・ラ・ロサよりも上回っていた事が考慮されて出走許可された。なお、Q3でもトップタイムを記録したハミルトンはパルクフェルメへ帰還中にガス欠によってコース上にマシンを停車してしまったため、レギュレーション違反による予選失格となった。そのため、彼が3回の予選で記録したタイムが事実上抹消されてしまったために107%ルールによる審議がかけられたが、ハミルトンはレースに出走するだけの速さがあることが認められ決勝への出走が許可された。余談であるが、同グランプリの107%タイムの基準はハミルトンがQ1で記録したタイムのままとなった。なお、同年アブダビGPにおいてレッドブルのセバスチャン・ベッテルはハミルトンと同じような状況に陥り、予選3位の結果を剥奪され、決勝で最後尾からスタートしている。
第8戦ヨーロッパGPにおいて、マルシャのティモ・グロックが胃の痛みに悩まされたまま予選を迎えた。グロックはフリー走行3回目も腹痛で途中でセッションを断念せざるをえない状況になっており、予選時にはさらに痛みは激しくなり欠場することとなった。ヨーロッパGPのスチュワードはフリー走行の速さや今季のレースペースから考慮して決勝の出場を許可した。但し、特例としてグロックの腹痛がレースに影響しないとFIAの医療班が認めた場合と付け加えられた。最終的にはグロックはイレウスと診断されたため棄権したが、107%ルールの審議対象としては出走が許可された特殊な事例でもあった。

### 2013年
この年は6件の事例があったが、全て決勝出走が許可された。この年以降、予選落ちと判断されたドライバーはいない状態となっている。

### 2014年
オーストラリアGPを前に、レースディレクターのチャーリー・ホワイティングは新たに導入された1.6Lターボエンジンのパフォーマンスと信頼性に不安がある状況を考え、予選107％ルールを厳密に適用しない方針を明らかにした。ただし、各ケースを個別に判断し、またフリー走行や予選で1周もできなかったドライバーに対しては出走許可を出さないつもりであることも話している。結果として、オーストラリアGPでは予選でタイムを出せなかったパストール・マルドナドが107%ルールをクリアできなかったが、出走許可は下りた。
イギリスGPではQ1トップのロズベルグのタイム（1:40.380）にケータハムのマーカス・エリクソン（1:49.421=109.006%）、小林可夢偉（1:49.625=109.210%）が及ばず審議対象となるが、出走許可が下りている。グリッドはスチュワードの判断によりエリクソンが21番手、小林が22番手となった。また、同予選において燃料サンプルを残せなかったマルドナドが予選失格でタイム抹消となるが、出走許可が下り決勝は実質予選落ちであるケータハム勢の前の20番手から出走することになった。

### 2015年
マレーシアGPにおいて、Q1トップのハミルトンのタイム（1:39.269）をマノー・マルシャのウィル・スティーブンスが燃料系トラブルで予選欠場、同チームのロベルト・メリがハミルトンのタイムに0.4秒及ばず（1:46.677=107.433%）2台揃って107%ルールに抵触。出走許可は下りたものの、スティーブンスはトラブルが解決せず決勝も欠場、メリだけが出走した。
日本GPにおいて、Q1トップのハミルトンのタイム（1:32.844）をマノー・マルシャのアレクサンダー・ロッシがイエローフラッグに阻まれ上回ることができなかった（1:47.114=115.369%）が、フリー走行の結果を元に出走許可が下りた。

### 2016年
ハンガリーGPにおいて、予選Q1では激しい豪雨やそれによるクラッシュが相次ぎ、4度赤旗が提示される大混乱となった。その結果計11名ものドライバーが107％ルールに抵触するという異例の事態となり、該当したのはQ1のタイム順にリカルド（レッドブル）、マックス・フェルスタッペン（レッドブル）、セルジオ・ペレス（フォース・インディア）、ニコ・ヒュルケンベルグ（フォース・インディア）、バルテリ・ボッタス（ウィリアムズ）＜ここまでQ2進出者＞ジョリオン・パーマー（ルノー）、フェリペ・マッサ（ウィリアムズ）、ケビン・マグヌッセン（ルノー）、エリクソン（ザウバー）、パスカル・ウェーレイン（マノー）、リオ・ハリアント（マノー）であった。これは107%ルール再導入後において初めて「Q2に進出したドライバーが審議対象となる」ケースである。審議の結果、スチュワードは以上のような天候を考慮し“例外的な状況”として全員に出走許可を出した。レギュレーション第35条1項及び2項に従えばQ2以降に進出したドライバーを含め全員がグリッド後方へ降格となるはずだったが、特例によりQ2進出の5名はQ2以降の予選結果を維持することが出来るとの裁定が下され、Q1敗退の6名のみフリー走行3の結果順になるように降格となった。しかし、偶然にもQ1の結果と同一だったため、全車スターティンググリッドに変動はなかった。

## 107%ルールをクリアできなかった事例

### 1996年 - 2002年
| 年度   | レース           | PPの タイム | 107%の タイム | 該当ドライバー                   | 該当チーム | 予選 タイム | PPとの 比率 (%) | 裁定     |
| ------ | ---------------- | ----------- | ------------- | -------------------------------- | ---------- | ----------- | --------------- | -------- |
| 1996年 | オーストラリアGP | 1:32.371    | 1:38.837      | ルカ・バドエル                   | フォルティ | 1:39.202    | 107.395         | 予選落ち |
| 1996年 | オーストラリアGP | 1:32.371    | 1:38.837      | アンドレア・モンテルミニ         | フォルティ | 1:42.087    | 110.518         | 予選落ち |
| 1996年 | ヨーロッパGP     | 1:18.941    | 1:24.467      | アンドレア・モンテルミニ         | フォルティ | 1:25.053    | 107.742         | 予選落ち |
| 1996年 | ヨーロッパGP     | 1:18.941    | 1:24.467      | ルカ・バドエル                   | フォルティ | 1:25.840    | 108.739         | 予選落ち |
| 1996年 | サンマリノGP     | 1:26.890    | 1:32.972      | アンドレア・モンテルミニ         | フォルティ | 1:33.685    | 107.802         | 予選落ち |
| 1996年 | スペインGP       | 1:20.650    | 1:26.295      | ルカ・バドエル                   | フォルティ | 1:26.615    | 107.396         | 予選落ち |
| 1996年 | スペインGP       | 1:20.650    | 1:26.295      | アンドレア・モンテルミニ         | フォルティ | 1:27.358    | 108.317         | 予選落ち |
| 1996年 | イギリスGP       | 1:26.875    | 1:32.956      | アンドレア・モンテルミニ         | フォルティ | 1:35.206    | 109.590         | 予選落ち |
| 1996年 | イギリスGP       | 1:26.875    | 1:32.956      | ルカ・バドエル                   | フォルティ | 1:35.304    | 109.702         | 予選落ち |
| 1996年 | ドイツGP         | 1:43.912    | 1:51.186      | ジョヴァンニ・ラバッジ           | ミナルディ | 1:51.357    | 107.165         | 予選落ち |
| 1996年 | ベルギーGP       | 1:50.574    | 1:58.314      | ジョヴァンニ・ラバッジ           | ミナルディ | 1:58.579    | 107.239         | 予選落ち |
| 1996年 | 日本GP           | 1:38.909    | 1:45.833      | ジョヴァンニ・ラバッジ           | ミナルディ | 1:46.795    | 107.973         | 予選落ち |
| 1997年 | オーストラリアGP | 1:29.369    | 1:35.625      | ペドロ・ディニス                 | アロウズ   | 1:35.972    | 107.388         | 出走許可 |
| 1997年 | オーストラリアGP | 1:29.369    | 1:35.625      | ヴィンセンツォ・ソスピリ         | ローラ     | 1:40.972    | 112.988         | 予選落ち |
| 1997年 | オーストラリアGP | 1:29.369    | 1:35.625      | リカルド・ロセット               | ローラ     | 1:42.086    | 114.230         | 予選落ち |
| 1998年 | スペインGP       | 1:20.262    | 1:25.880      | リカルド・ロセット               | ティレル   | 1:25.946    | 107.082         | 予選落ち |
| 1998年 | モナコGP         | 1:19.798    | 1:25.383      | リカルド・ロセット               | ティレル   | 1:25.737    | 107.443         | 予選落ち |
| 1998年 | ハンガリーGP     | 1:16.973    | 1:22.361      | リカルド・ロセット               | ティレル   | 1:23.140    | 108.012         | 予選落ち |
| 1998年 | 日本GP           | 1:36.293    | 1:43.033      | リカルド・ロセット               | ティレル   | 1:43.259    | 107.234         | 予選落ち |
| 1999年 | オーストラリアGP | 1:30.462    | 1:36.794      | マルク・ジェネ                   | ミナルディ | 1:37.013    | 107.242         | 出走許可 |
| 1999年 | フランスGP       | 1:38.441    | 1:45.331      | デイモン・ヒル                   | ジョーダン | 1:45.334    | 107.002         | 出走許可 |
| 1999年 | フランスGP       | 1:38.441    | 1:45.331      | マルク・ジェネ                   | ミナルディ | 1:46.324    | 108.008         | 出走許可 |
| 1999年 | フランスGP       | 1:38.441    | 1:45.331      | ルカ・バドエル                   | ミナルディ | 1:46.784    | 108.475         | 出走許可 |
| 1999年 | フランスGP       | 1:38.441    | 1:45.331      | ペドロ・デ・ラ・ロサ             | アロウズ   | 1:48.215    | 109.929         | 出走許可 |
| 1999年 | フランスGP       | 1:38.441    | 1:45.331      | 高木虎之介                       | アロウズ   | 1:48.322    | 110.038         | 出走許可 |
| 2001年 | オーストラリアGP | 1:26.892    | 1:32.974      | タルソ・マルケス                 | ミナルディ | 1:33.228    | 107.292         | 出走許可 |
| 2001年 | イギリスGP       | 1:20.447    | 1:26.078      | タルソ・マルケス                 | ミナルディ | 1:26.508    | 107.534         | 予選落ち |
| 2001年 | ベルギーGP       | 1:52.072    | 1:59.917      | ヨス・フェルスタッペン           | アロウズ   | 2:02.039    | 108.893         | 出走許可 |
| 2001年 | ベルギーGP       | 1:52.072    | 1:59.917      | フェルナンド・アロンソ           | ミナルディ | 2:02.594    | 109.389         | 出走許可 |
| 2001年 | ベルギーGP       | 1:52.072    | 1:59.917      | エンリケ・ベルノルディ           | アロウズ   | 2:03.048    | 109.794         | 出走許可 |
| 2001年 | ベルギーGP       | 1:52.072    | 1:59.917      | タルソ・マルケス                 | ミナルディ | 2:04.204    | 110.825         | 出走許可 |
| 2002年 | オーストラリアGP | 1:25.843    | 1:31.852      | 佐藤琢磨                         | ジョーダン | 1:53.351    | 132.045         | 出走許可 |
| 2002年 | サンマリノGP     | 1:21.091    | 1:26.767      | アレックス・ユーン               | ミナルディ | 1:27.241    | 107.584         | 予選落ち |
| 2002年 | イギリスGP       | 1:18.998    | 1:24.527      | アレックス・ユーン               | ミナルディ | 1:24.785    | 107.291         | 予選落ち |
| 2002年 | フランスGP       | 1:11.985    | 1:17.023      | ハインツ＝ハラルド・フレンツェン | アロウズ   | 1:18.497    | 109.046         | 予選落ち |
| 2002年 | フランスGP       | 1:11.985    | 1:17.023      | エンリケ・ベルノルディ           | アロウズ   | 1:19.843    | 110.916         | 予選落ち |
| 2002年 | ドイツGP         | 1:14.389    | 1:19.596      | アレックス・ユーン               | ミナルディ | 1:19.775    | 107.240         | 予選落ち |

### 2011年以降
| 年度   | レース                 | Q1の トップタイム | 107%の タイム | 該当ドライバー               | 該当チーム           | 予選 タイム | Q1トップと の比率 (%) | 裁定     |
| ------ | ---------------------- | ----------------- | ------------- | ---------------------------- | -------------------- | ----------- | --------------------- | -------- |
| 2011年 | オーストラリアGP       | 1:25.296          | 1:31.266      | ヴィタントニオ・リウッツィ   | HRT                  | 1:32.978    | 109.006               | 予選落ち |
| 2011年 | オーストラリアGP       | 1:25.296          | 1:31.266      | ナレイン・カーティケヤン     | HRT                  | 1:34.293    | 110.547               | 予選落ち |
| 2011年 | トルコGP               | 1:27.013          | 1:33.103      | 小林可夢偉                   | ザウバー             | 計測されず  | -                     | 出走許可 |
| 2011年 | スペインGP             | 1:22.960          | 1:28.767      | ニック・ハイドフェルド       | ロータス・ルノー     | 計測されず  | -                     | 出走許可 |
| 2011年 | モナコGP               | 1:15.207          | 1:20.471      | ヴィタントニオ・リウッツィ   | HRT                  | 計測されず  | -                     | 出走許可 |
| 2011年 | モナコGP               | 1:15.207          | 1:20.471      | ナレイン・カーティケヤン     | HRT                  | 計測されず  | -                     | 出走許可 |
| 2011年 | カナダGP               | 1:13.822          | 1:18.989      | ジェローム・ダンブロシオ     | ヴァージン           | 1:19.414    | 107.575               | 出走許可 |
| 2011年 | ベルギーGP             | 2:01.813          | 2:10.339      | ジェローム・ダンブロシオ     | ヴァージン           | 2:11.601    | 108.035               | 出走許可 |
| 2011年 | ベルギーGP             | 2:01.813          | 2:10.339      | ヴィタントニオ・リウッツィ   | HRT                  | 2:11.616    | 108.048               | 出走許可 |
| 2011年 | ベルギーGP             | 2:01.813          | 2:10.339      | ダニエル・リチャルド         | HRT                  | 2:13.077    | 109.247               | 出走許可 |
| 2011年 | ベルギーGP             | 2:01.813          | 2:10.339      | ミハエル・シューマッハ       | メルセデスGP         | 計測されず  | -                     | 出走許可 |
| 2011年 | 日本GP                 | 1:32.626          | 1:39.109      | ニコ・ロズベルグ             | メルセデスGP         | 計測されず  | -                     | 出走許可 |
| 2011年 | 日本GP                 | 1:32.626          | 1:39.109      | ヴィタントニオ・リウッツィ   | HRT                  | 計測されず  | -                     | 出走許可 |
| 2011年 | 韓国GP                 | 1:37.525          | 1:44.351      | ダニエル・リチャルド         | HRT                  | 計測されず  | -                     | 出走許可 |
| 2011年 | インドGP               | 1:26.189          | 1:32.222      | ティモ・グロック             | ヴァージン           | 1:34.046    | 109.116               | 出走許可 |
| 2011年 | アブダビGP             | 1:39.782          | 1:46.766      | ルーベンス・バリチェロ       | ウィリアムズ         | 計測されず  | -                     | 出走許可 |
| 2012年 | オーストラリアGP       | 1:26.182          | 1:32.214      | ペドロ・デ・ラ・ロサ         | HRT                  | 1:33.495    | 108.486               | 予選落ち |
| 2012年 | オーストラリアGP       | 1:26.182          | 1:32.214      | ナレイン・カーティケヤン     | HRT                  | 1:33.643    | 108.657               | 予選落ち |
| 2012年 | スペインGP             | 1:22.583          | 1:28.363      | ナレイン・カーティケヤン     | HRT                  | 1:31.122    | 110.340               | 出走許可 |
| 2012年 | スペインGP             | 1:22.583          | 1:28.363      | ルイス・ハミルトン           | マクラーレン         | タイム抹消  | -                     | 出走許可 |
| 2012年 | モナコGP               | 1:15.418          | 1:20.697      | セルジオ・ペレス             | ザウバー             | 計測されず  | -                     | 出走許可 |
| 2012年 | ヨーロッパGP           | 1:15.418          | 1:20.697      | ティモ・グロック             | マルシャ             | 予選欠場    | -                     | 出走許可 |
| 2012年 | イギリスGP             | 1:46.279          | 1:53.718      | シャルル・ピック             | マルシャ             | 1:54.143    | 107.399               | 出走許可 |
| 2012年 | イタリアGP             | 1:24.175          | 1:30.067      | ニコ・ヒュルケンベルグ       | フォース・インディア | 計測されず  | -                     | 出走許可 |
| 2012年 | 韓国GP                 | 1:38.397          | 1:45.082      | ナレイン・カーティケヤン     | HRT                  | 計測されず  | -                     | 出走許可 |
| 2012年 | アブダビGP             | 1:41.497          | 1:48.601      | セバスチャン・ベッテル       | レッドブル           | タイム抹消  | -                     | 出走許可 |
| 2013年 | オーストラリアGP       | 1:43.380          | 1:50.616      | シャルル・ピック             | ケータハム           | 1:50.626    | 107.009               | 出走許可 |
| 2013年 | 中国GP                 | 1:35.793          | 1:42.498      | マーク・ウェバー             | レッドブル           | タイム抹消  | -                     | 出走許可 |
| 2013年 | モナコGP               | 1:23.452          | 1:29.293      | ジュール・ビアンキ           | マルシャ             | 計測されず  | -                     | 出走許可 |
| 2013年 | モナコGP               | 1:23.452          | 1:29.293      | フェリペ・マッサ             | フェラーリ           | 計測されず  | -                     | 出走許可 |
| 2013年 | イギリスGP             | 1:30.995          | 1:37.364      | ポール・ディ・レスタ         | フォース・インディア | タイム抹消  | -                     | 出走許可 |
| 2013年 | アブダビGP             | 1:40.693          | 1:47.741      | キミ・ライコネン             | ロータス             | タイム抹消  | -                     | 出走許可 |
| 2014年 | オーストラリアGP       | 1:30.775          | 1:37.129      | パストール・マルドナド       | ロータス             | 計測されず  | -                     | 出走許可 |
| 2014年 | 中国GP                 | 1:55.516          | 2:03.602      | パストール・マルドナド       | ロータス             | 計測されず  | -                     | 出走許可 |
| 2014年 | スペインGP             | 1:26.764          | 1:32.837      | パストール・マルドナド       | ロータス             | 計測されず  | -                     | 出走許可 |
| 2014年 | カナダGP               | 1:15.750          | 1:21.052      | エステバン・グティエレス     | ザウバー             | 計測されず  | -                     | 出走許可 |
| 2014年 | イギリスGP             | 1:40.380          | 1:47.406      | パストール・マルドナド       | ロータス             | タイム抹消  | -                     | 出走許可 |
| 2014年 | イギリスGP             | 1:40.380          | 1:47.406      | マーカス・エリクソン         | ケータハム           | 1:49.421    | 109.006               | 出走許可 |
| 2014年 | イギリスGP             | 1:40.380          | 1:47.406      | 小林可夢偉                   | ケータハム           | 1:49.625    | 109.210               | 出走許可 |
| 2014年 | ドイツGP               | 1:17.631          | 1:23.065      | マーカス・エリクソン         | ケータハム           | 計測されず  | -                     | 出走許可 |
| 2014年 | ハンガリーGP           | 1:24.941          | 1:30:886      | ルイス・ハミルトン           | メルセデス           | 計測されず  | -                     | 出走許可 |
| 2014年 | ハンガリーGP           | 1:24.941          | 1:30:886      | パストール・マルドナド       | ロータス             | 計測されず  | -                     | 出走許可 |
| 2015年 | マレーシアGP           | 1:39.269          | 1:46.217      | ロベルト・メリ               | マノー・マルシャ     | 1:46.677    | 107.433               | 出走許可 |
| 2015年 | マレーシアGP           | 1:39.269          | 1:46.217      | ウィル・スティーブンス       | マノー・マルシャ     | 計測されず  | -                     | 出走許可 |
| 2015年 | バーレーンGP           | 1:33.928          | 1:40.503      | ジェンソン・バトン           | マクラーレン         | 計測されず  | -                     | 出走許可 |
| 2015年 | カナダGP               | 1:15.833          | 1:21.141      | ジェンソン・バトン           | マクラーレン         | 計測されず  | -                     | 出走許可 |
| 2015年 | イタリアGP             | 1:24.251          | 1:30.148      | マックス・フェルスタッペン   | トロ・ロッソ         | 計測されず  | -                     | 出走許可 |
| 2015年 | 日本GP                 | 1:32.844          | 1:39.386      | アレクサンダー・ロッシ       | マノー・マルシャ     | 1:47.114    | 115.369               | 出走許可 |
| 2015年 | ロシアGP               | 1:38.343          | 1:45.227      | カルロス・サインツ           | トロ・ロッソ         | 計測されず  | -                     | 出走許可 |
| 2015年 | メキシコGP             | 1:20.436          | 1:26.067      | ジェンソン・バトン           | マクラーレン         | 計測されず  | -                     | 出走許可 |
| 2015年 | ブラジルGP             | 1:11.682          | 1:16.271      | フェルナンド・アロンソ       | マクラーレン         | 計測されず  | -                     | 出走許可 |
| 2016年 | 中国GP                 | 1:37.001          | 1:37.717      | パスカル・ウェーレイン       | MRT                  | 計測されず  | -                     | 出走許可 |
| 2016年 | 中国GP                 | 1:37.001          | 1:37.717      | ルイス・ハミルトン           | メルセデス           | 計測されず  | -                     | 出走許可 |
| 2016年 | モナコGP               | 1:14.610          | 1:19.832      | マックス・フェルスタッペン   | レッドブル           | 1:22.467    | 110.530               | 出走許可 |
| 2016年 | モナコGP               | 1:14.610          | 1:19.832      | フェリペ・ナッセ             | ザウバー             | 計測されず  | -                     | 出走許可 |
| 2016年 | カナダGP               | 1:13.714          | 1:18.873      | ケビン・マグヌッセン         | ルノー               | 計測されず  | -                     | 出走許可 |
| 2016年 | イギリスGP             | 1:30.724          | 1:37.074      | マーカス・エリクソン         | ザウバー             | 計測されず  | -                     | 出走許可 |
| 2016年 | ハンガリーGP           | 1:33.302          | 1:39.833      | ダニエル・リカルド           | レッドブル           | 1:39.968    | 107.144               | 出走許可 |
| 2016年 | ハンガリーGP           | 1:33.302          | 1:39.833      | マックス・フェルスタッペン   | レッドブル           | 1:40.424    | 107.633               | 出走許可 |
| 2016年 | ハンガリーGP           | 1:33.302          | 1:39.833      | セルジオ・ペレス             | フォース・インディア | 1:41.411    | 108.691               | 出走許可 |
| 2016年 | ハンガリーGP           | 1:33.302          | 1:39.833      | ニコ・ヒュルケンベルグ       | フォース・インディア | 1:41.471    | 108.775               | 出走許可 |
| 2016年 | ハンガリーGP           | 1:33.302          | 1:39.833      | バルテリ・ボッタス           | ウィリアムズ         | 1:42.758    | 110.134               | 出走許可 |
| 2016年 | ハンガリーGP           | 1:33.302          | 1:39.833      | ジョリオン・パーマー         | ルノー               | 1:43.965    | 111.428               | 出走許可 |
| 2016年 | ハンガリーGP           | 1:33.302          | 1:39.833      | フェリペ・マッサ             | ウィリアムズ         | 1:43.999    | 111.464               | 出走許可 |
| 2016年 | ハンガリーGP           | 1:33.302          | 1:39.833      | ケビン・マグヌッセン         | ルノー               | 1:44.543    | 112.047               | 出走許可 |
| 2016年 | ハンガリーGP           | 1:33.302          | 1:39.833      | マーカス・エリクソン         | ザウバー             | 1:46.984    | 114.662               | 出走許可 |
| 2016年 | ハンガリーGP           | 1:33.302          | 1:39.833      | パスカル・ウェーレイン       | MRT                  | 1:47.343    | 115.048               | 出走許可 |
| 2016年 | ハンガリーGP           | 1:33.302          | 1:39.833      | リオ・ハリアント             | MRT                  | 1:50.189    | 118.099               | 出走許可 |
| 2016年 | ベルギーGP             | 1:47.738          | 1:55.280      | フェルナンド・アロンソ       | マクラーレン         | 計測されず  | -                     | 出走許可 |
| 2016年 | イタリアGP             | 1:21.854          | 1:27.583      | エステバン・オコン           | MRT                  | 計測されず  | -                     | 出走許可 |
| 2016年 | メキシコGP             | 1:19.447          | 1:25.008      | ジョリオン・パーマー         | ルノー               | 計測されず  | -                     | 出走許可 |
| 2017年 | アゼルバイジャンGP     | 1:41.983          | 1:49.121      | ジョリオン・パーマー         | ルノー               | 計測されず  | -                     | 出走許可 |
| 2017年 | イタリアGP             | 1:35.716          | 1:42.416      | ロマン・グロージャン         | ハース               | 1:43.355    | 107.980               | 出走許可 |
| 2017年 | マレーシアGP           | 1:31.605          | 1:38.017      | セバスチャン・ベッテル       | フェラーリ           | 計測されず  | -                     | 出走許可 |
| 2017年 | メキシコGP             | 1:17.665          | 1:22.944      | ピエール・ガスリー           | トロ・ロッソ         | 計測されず  | -                     | 出走許可 |
| 2017年 | ブラジルGP             | 1:09.405          | 1:14.263      | ルイス・ハミルトン           | メルセデス           | 計測されず  | -                     | 出走許可 |
| 2018年 | アゼルバイジャンGP     | 1:42.538          | 1:49.715      | ブレンドン・ハートレイ       | トロ・ロッソ         | 1:57.354    | 114.449               | 出走許可 |
| 2018年 | アゼルバイジャンGP     | 1:42.538          | 1:49.715      | ロマン・グロージャン         | ハース               | 計測されず  | -                     | 出走許可 |
| 2018年 | スペインGP             | 1:17.031          | 1:22.423      | ブレンドン・ハートレイ       | トロ・ロッソ         | 計測されず  | -                     | 出走許可 |
| 2018年 | モナコGP               | 1:12.013          | 1:17.053      | マックス・フェルスタッペン   | レッドブル           | 計測されず  | -                     | 出走許可 |
| 2018年 | カナダGP               | 1:11.710          | 1:16.729      | ロマン・グロージャン         | ハース               | 計測されず  | -                     | 出走許可 |
| 2018年 | イギリスGP             | 1:26.585          | 1:32.645      | ランス・ストロール           | ウィリアムズ         | 計測されず  | -                     | 出走許可 |
| 2018年 | イギリスGP             | 1:26.585          | 1:32.645      | ブレンドン・ハートレイ       | トロ・ロッソ         | 予選欠場    | -                     | 出走許可 |
| 2019年 | 中国GP                 | 1:32.658          | 1:39.144      | アントニオ・ジョヴィナッツィ | アルファロメオ       | 計測されず  | -                     | 出走許可 |
| 2019年 | 中国GP                 | 1:32.658          | 1:39.144      | アレクサンダー・アルボン     | トロ・ロッソ         | 予選欠場    | -                     | 出走許可 |
| 2019年 | アゼルバイジャンGP     | 1:41.335          | 1:48.428      | キミ・ライコネン             | アルファロメオ       | 予選失格    | -                     | 出走許可 |
| 2019年 | アゼルバイジャンGP     | 1:41.335          | 1:48.428      | ピエール・ガスリー           | レッドブル           | 予選失格    | -                     | 出走許可 |
| 2019年 | ドイツGP               | 1:12.229          | 1:17.285      | セバスチャン・ベッテル       | フェラーリ           | 計測されず  | -                     | 出走許可 |
| 2019年 | ベルギーGP             | 1:43.587          | 1:50.838      | ロバート・クビサ             | ウィリアムズ         | 計測されず  | -                     | 出走許可 |
| 2019年 | イタリアGP             | 1:20.126          | 1:25.734      | マックス・フェルスタッペン   | レッドブル           | 計測されず  | -                     | 出走許可 |
| 2019年 | シンガポールGP         | 1:37.317          | 1:44.129      | ダニエル・リカルド           | ルノー               | 予選失格    | -                     | 出走許可 |
| 2019年 | ロシアGP               | 1:33.032          | 1:39.544      | ダニール・クビアト           | トロ・ロッソ         | 計測されず  | -                     | 出走許可 |
| 2019年 | 日本GP                 | 1:28.405          | 1:34.593      | ケビン・マグヌッセン         | ハース               | 計測されず  | -                     | 出走許可 |
| 2019年 | 日本GP                 | 1:28.405          | 1:34.593      | ロバート・クビサ             | ウィリアムズ         | 計測されず  | -                     | 出走許可 |
| 2019年 | ブラジルGP             | 1:08.242          | 1:13.018      | カルロス・サインツ           | マクラーレン         | 計測されず  | -                     | 出走許可 |
| 2020年 | シュタイアーマルクGP   | 1:18.188          | 1:23.661      | ロマン・グロージャン         | ハース               | 計測されず  | -                     | 出走許可 |
| 2021年 | エミリア・ロマーニャGP | 1:14.672          | 1:19.899      | 角田裕毅                     | アルファタウリ       | 計測されず  | -                     | 出走許可 |
| 2021年 | フランスGP             | 1:31.001          | 1:37.371      | ランス・ストロール           | アストンマーティン   | 2:12.584    | 147.332               | 出走許可 |
| 2021年 | フランスGP             | 1:31.001          | 1:37.371      | 角田裕毅                     | アルファタウリ       | 計測されず  | -                     | 出走許可 |
| 2021年 | ハンガリーGP           | 1:16.214          | 1:21.548      | ミック・シューマッハ         | ハース               | 計測されず  | -                     | 出走許可 |
| 2022年 | サウジアラビアGP       | 1:28.855          | 1:35.074      | 角田裕毅                     | アルファタウリ       | 計測されず  | -                     | 出走許可 |
| 2022年 | オーストラリアGP       | 1:18.580          | 1:24.080      | ランス・ストロール           | アストンマーティン   | 計測されず  | -                     | 出走許可 |
| 2022年 | マイアミGP             | 1:29.474          | 1:35.737      | エステバン・オコン           | アルピーヌ           | 計測されず  | -                     | 出走許可 |
| 2023年 | サウジアラビアGP       | 1:28.761          | 1:34.974      | ローガン・サージェント       | ウィリアムズ         | 2:08.510    | 144.782               | 出走許可 |
| 2023年 | オーストラリアGP       | 1:17.384          | 1:22.800      | セルジオ・ペレス             | レッドブル           | 計測されず  | -                     | 出走許可 |
| 2023年 | アゼルバイジャンGP     | 1:41.269          | 1:48.357      | ニック・デ・フリース         | アルファタウリ       | 1:55.282    | 113.837               | 出走許可 |
| 2023年 | イギリスGP             | 1:28.917          | 1:35.141      | バルテリ・ボッタス           | アルファロメオ       | 計測されず  | -                     | 出走許可 |
| 2023年 | 日本GP                 | 1:29.878          | 1:36.169      | ローガン・サージェント       | ウィリアムズ         | 計測されず  | -                     | 出走許可 |
| 2023年 | メキシコシティGP       | 1:18.099          | 1:23.565      | ローガン・サージェント       | ウィリアムズ         | 計測されず  | -                     | 出走許可 |
| 2023年 | アブダビGP             | 1:24.160          | 1:30.051      | ローガン・サージェント       | ウィリアムズ         | 計測されず  | -                     | 出走許可 |
| 2024年 | サウジアラビアGP       | 1:28.171          | 1:34.342      | 周冠宇                       | ザウバー             | 計測されず  | -                     | 出走許可 |
| 2024年 | エミリア・ロマーニャGP | 1:15.762          | 1:21.065      | ローガン・サージェント       | ウィリアムズ         | 計測されず  | -                     | 出走許可 |
| 2024年 | モナコGP               | 1:11.492          | 1:16.496      | ニコ・ヒュルケンベルグ       | ハース               | 予選失格    | -                     | 出走許可 |
| 2024年 | モナコGP               | 1:11.492          | 1:16.496      | ケビン・マグヌッセン         | ハース               | 予選失格    | -                     | 出走許可 |
| 2024年 | オランダGP             | 1:11.006          | 1:15.976      | ローガン・サージェント       | ウィリアムズ         | 計測されず  | -                     | 出走許可 |
| 2024年 | オランダGP             | 1:11.006          | 1:15.976      | アレクサンダー・アルボン     | ウィリアムズ         | 予選失格    | -                     | 出走許可 |
| 2024年 | アゼルバイジャンGP     | 1:42.775          | 1:49.969      | ピエール・ガスリー           | アルピーヌ           | 予選失格    | -                     | 出走許可 |
| 2025年 | オーストラリアGP       | 1:15.912          | 1:21.225      | オリバー・ベアマン           | ハース               | 計測されず  | -                     | 出走許可 |
| 2025年 | エミリア・ロマーニャGP | 1:15.175          | 1:20.437      | 角田裕毅                     | レッドブル           | 計測されず  | -                     | 出走許可 |